# バーナード・カー
バーナード・J・カー（Bernard J. Carr）は、イギリスの数学者・天文学者である。ロンドン大学クイーン・メアリー(QMUL)の教授を務める。
初期宇宙、暗黒物質、一般相対性理論、原始ブラックホール人間原理などを研究している。

## 生涯
1972年にケンブリッジ大学トリニティ・カレッジで数学の学士号(BA)を取得した。その後、ケンブリッジ大学天文学研究所でスティーヴン・ホーキングの指導の下で相対性理論と宇宙論を研究し、1976年に博士号を取得した。大学在学中はケンブリッジ大学仏教徒協会の会長を務め、イギリス人の上座部仏教の僧であるアーチャン・ブラーム（ピーター・ベッツ）と親交がある。
1976年、トリニティ・カレッジのフェローシップに選出され、天文学研究所の上級SERCフェローになった。1979年、アメリカで博士研究員となるためのリンデマン・フェローシップを与えられ、1年間アメリカのさまざまな大学で研究を行った。1980年にケンブリッジ大学天文学研究所の上級研究員に就任した。1985年にロンドン大学クイーン・メアリーに移籍し、現在は数学と天文学の教授である。
京都大学、東京大学、フェルミ国立加速器研究所で客員教授を務め、アメリカやカナダの研究機関にも客員教授として頻繁に訪れている。
200以上の科学論文を執筆し、"Cosmological Gravitational Waves"（宇宙論的重力波）で1985年のアダムズ賞を受賞した。

## 学術以外での活動
カーは、心霊研究などの物理学以外の分野にも関心を持っている。心霊現象研究協会(SPR)に30年以上に渡り参加し、教育担当役員や研究活動委員会委員長を歴任し、2000年から2004年までは会長を務めた。
ジョン・テンプルトン財団の支援を受けた「基礎物理学と私たちの存在の問題」プロジェクトの共同実施者であり、同財団が資金援助した一連の会議をまとめた本"Universe or Multiverse?"の編集者である。

## 著書
- Bernard Carr (ed.): Universe or Multiverse? Cambridge University Press, 2007, ISBN 978-0-521-84841-1

## メディア
- 1980年、科学ドキュメンタリー映画"Target...Earth?"に出演した。
- 2006年、チャンネル4製作の無神論を巡るドキュメンタリー"The Trouble with Atheism"に出演した。
- 2014年、コペルニクスの原理を検証するドキュメンタリー映画"The Principle"に出演した[3]。